# Ricardo Martínez Rico
Ricardo Martínez Rico   (València, 26 de juny de 1964) és un economista valencià. Es va llicenciar en Ciències Empresarials per la Universitat de Saragossa i forma part del Cos Superior de Tècnics Comercials i Economistes de l’Estat. Va ser secretari d’Estat de Pressupostos i Despeses entre 2003 i 2004, durant l’últim govern de José María Aznar.
El 2006 va cofundar la consultora Equipo Económico juntament amb Cristóbal Montoro i altres ex-alts càrrecs del Ministeri d’Hisenda. Des del 2008 n’exercí com a president executiu. El 2020 va obtenir el doctorat en Economia per la Universitat de Saragossa.
El juliol de 2025, va ser imputat per un jutjat de Tarragona en una causa per presumpta corrupció vinculada a una xarxa d’influències des del Ministeri d’Hisenda. Se l’investiga per delictes com tràfic d’influències, prevaricació, frau i suborn, relacionats amb suposades reformes fiscals a mida per a empreses clients de la consultora.